# 和田真彩
和田瑪雅（日语：／ Wada Maaya */?，1998年4月23日—）是日本女藝人、實業家，同時是株式会社kabo代表董事，為女子偶像團體乃木坂46前成員，廣島縣福山市出身。2011年以乃木坂46一期生身分出道。2022年12月4日自乃木坂46畢業。

## 經歷
之前隸屬於F.Rose娛樂工作室。
2011年8月21日，通過最終審查正式成為乃木坂46創團成員，徵選時唱的曲目是是AKB48的《馬尾與髮圈》（ポニーテールとシュシュ）。被選為暫定選拔成員，站位為後列。11月14日，開通了個人的乃木坂46官方博客。
2012年2月22日，以乃木坂46的出道單曲《窗簾圍繞》的收錄曲《左胸的勇氣》和《乃木坂之詩》而正式出道。
2014年3月，從中學畢業。4月2日，在乃木坂46第8張單曲《察覺時已是單戀》中首次成為選拔成員。10月15日，以小嶋坂46（こじ坂46）的成員身份在Zepp Blue Theater六本木演唱了《風的螺旋》。
2015年6月3日，成為NHK教育頻道節目《R的法則》的第6期班底成員。12月25日，與星野南、渡邊米麗愛一同登上時尚雜誌《LOVE berry》的復刊號。
2016年8月29日，於「盛夏的全國巡演2016〜4th Year Birthday Live〜」的第2日公演中，接替已經畢業的永島聖羅，擔任乃木團第二代鍵盤手。
2017年3月，從高中畢業。
2019年1月5日，自《16人的主角》以來，首次出演舞台劇。4月11日，與成員久保史緒里、山崎怜奈一同前往香港出席「微博星耀盛典」。
2020年3月25日，以乃木坂46第25張單曲《幸福的保護色》中相隔約6年回歸選拔並首次獲選為福神。
2021年4月23日，在23歳生日當天，開設Instagram帳號設。
2022年7月18日，在乃木坂46官方網站內的個人部落格中宣布將於乃木坂46第30張單曲的活動結束後畢業。8月31日發行的乃木坂46第30張單曲《喜歡是件搖滾的事！》的Under曲《Under's Love》，由和田擔任Center。10月5日，於大阪ORIX劇場舉行的「乃木坂46 30thSGUnder Live」最終日公演，為和田以乃木坂46成員身分最後一次參與的演唱會。12月4日，參加乃木坂46第30張單曲《喜歡是件搖滾的事！》發行紀念「線上見面&問候（個別見面會）」的活動，正式從乃木坂46畢業。
2023年1月10日，和田位於乃木坂46官方網站內的個人部落格正式關閉。3月1日，宣布成立並就任株式会社kabo的代表董事，公司主要從事品牌推廣。同時開設官方粉絲俱樂部。

## 音樂作品
- 標註「★」符號表示該首歌曲有拍攝MV。

### 單曲
乃木坂46
|       | 發行日期        | 單曲名稱              | 參與歌曲名稱              | MV | 備註     |
| ----- | --------------- | --------------------- | ------------------------- | -- | -------- |
| 01st  | 2012年02月22日  | 窗簾圍繞              | 左胸的勇氣                | ★  | 出道作品 |
| 01st  | 2012年02月22日  | 窗簾圍繞              | 乃木坂之詩                | ★  |          |
| 02nd  | 2012年05月02日  | 來吧Shampoo！         | 對狼吹口哨                | ★  |          |
| 03rd  | 2012年08月22日  | 奔馳吧！Bicycle       | 眼淚仍然悲傷的時候        | ★  |          |
| 03rd  | 2012年08月22日  | 奔馳吧！Bicycle       | 海流的島啊                |    |          |
| 04th  | 2012年12月19日  | 制服模特兒            | 春天的旋律                | ★  |          |
| 05th  | 2013年03月13日  | 你就是希望            | 13日的星期五              | ★  |          |
| 06th  | 2013年07月03日  | Girls' Rule           | 風扇                      | ★  |          |
| 06th  | 2013年07月03日  | Girls' Rule           | 人們的樂器                |    |          |
| 07th  | 2013年11月27日  | 髮夾                  | 初戀的人在現在            | ★  |          |
| 08th  | 2014年04月02日  | 察覺時已是單戀        | 察覺時已是單戀            | ★  | 選拔     |
| 08th  | 2014年04月02日  | 察覺時已是單戀        | 浪漫的開始                | ★  |          |
| 08th  | 2014年04月02日  | 察覺時已是單戀        | 呼吸的方法                |    |          |
| 09th  | 2014年07月09日  | 夏天的Free&Easy       | 在這裡的理由              | ★  |          |
| 010th | 2014年10月08日  | 第幾次的藍天？        | 那一天 我隨口說了一個謊言 | ★  |          |
| 010th | 2014年10月08日  | 第幾次的藍天？        | 我起來                    | ★  |          |
| 011th | 2015年03月18日  | 生命如此美好          | 也許你沒有遇上我會更好吧  | ★  |          |
| 012th | 2015年07月22日  | 太陽敲敲門            | 離別時，更喜歡你          | ★  |          |
| 013th | 2015年10月28日  | 此刻，想說話的對象    | 嫉妒的權利                | ★  |          |
| 014th | 2016年03月23日  | 當春紫苑盛開時        | 不等號                    | ★  |          |
| 015th | 2016年07月27日  | 赤腳Summer            | 秘密塗鴉                  | ★  |          |
| 016th | 2016年11月09日  | 再見的意義            | 鞦韆                      | ★  |          |
| 017th | 2017年03月22日  | 大影响家              | 氣球還活著                | ★  |          |
| 018th | 2017年08月09日  | 蜃景                  | Under                     | ★  |          |
| 019th | 2017年010月11日 | 及時行事              | My rule                   | ★  |          |
| 020th | 2018年04月25日  | 同步巧合              | 全新的世界                | ★  |          |
| 020th | 2018年04月25日  | 同步巧合              | Against                   | ★  |          |
| 021st | 2018年08月08日  | 以自我為中心！        | 三角空地                  | ★  |          |
| 022nd | 2018年11月14日  | 想繞遠路回家          | 日常                      | ★  |          |
| 023rd | 2019年05月29日  | Sing Out!             | 飛機跑道                  | ★  |          |
| 024th | 2019年09月04日  | 黎明來臨前無須逞強    | 〜Do my best〜沒有意義    | ★  |          |
| 025th | 2020年03月25日  | 幸福的保護色          | 幸福的保護色              | ★  | 十一福神 |
| 026th | 2021年01月27日  | 我會喜歡上自己的      | 不值一提的KISS            | ★  |          |
| 027th | 2021年06月09日  | 對不起Fingers crossed | 生鏽的羅盤                | ★  |          |
| 028th | 2021年09月22日  | 被你罵了              | 機關槍雨                  | ★  |          |
| 028th | 2021年09月22日  | 被你罵了              | 渾身是泥                  | ★  |          |
| 028th | 2021年09月22日  | 被你罵了              | 熟悉的陌生人              |    |          |
| 29th  | 2022年03月23日  | Actually…             | 就算我不明白...           | ★  |          |
| 30th  | 2022年08月31日  | 喜歡是件搖滾的事！    | Under's Love              | ★  | Center   |

其他
| 發行日期                                    | 單曲名稱       | 參與歌曲名稱 | MV | 備註         |
| ------------------------------------------- | -------------- | ------------ | -- | ------------ |
| 2014年11月26日                              | 希望無限       | 風的螺旋     | ★  | 小嶋坂46     |
| 2020年6月17日（日本） 2020年6月24日（海外） | 世界中的鄰居啊 | —            | ★  | 下載限定歌曲 |

### 專輯
乃木坂46
|           | 發行日期       | 專輯名稱                       | 參與歌曲名稱       | 備註     |
| --------- | -------------- | ------------------------------ | ------------------ | -------- |
| 01st      | 2015年01月07日 | 透明色                         | 傾斜               | 小嶋坂46 |
| 01st      | 2015年01月07日 | 透明色                         | 自由的彼方         |          |
| 02nd      | 2016年05月25日 | 屬於我們的位子                 | 欲望重生           |          |
| 03rd      | 2017年05月24日 | 最初的夢想                     | 為我扇風           |          |
| 03rd      | 2017年05月24日 | 最初的夢想                     | 指定溫度           |          |
| Under專輯 | 2018年01月10日 | 我專屬的你～Under Super Best～ | 自戀海灘           |          |
| Under專輯 | 2018年01月10日 | 我專屬的你～Under Super Best～ | 那個女人           |          |
| Under專輯 | 2018年01月10日 | 我專屬的你～Under Super Best～ | 比誰都想陪在你身邊 |          |
| 精選輯    | 2021年12月15日 | Time flies                     | Hard to say        |          |

## 演出

### 電視劇
- 欺詐偶像（さばドル；2012年1月14日－4月7日，東京電視台）：飾演 和田瑪雅[40]
- 初森BEMARS（2015年7月11日－9月26日，東京電視台）：飾演 時時（トキドキ）[41]

### 電視節目
- R的法則（2015年6月8日－2018年4月24日，NHK教育頻道）- 第6期R's成員
- 坂道正座（2019年7月20日－2021年5月9日，新廣島電視台）- 主持人[42]

### 舞台劇
- MASHIKAKU CONTE LIVE
  - ユニコーン（2019年1月9日－13日，博品館劇場）[43]
  - リンドバーグ（2020年1月5日－9日，博品館劇場）[44][45]
  - ハイスタンダード（2023年2月22日－26日，博品館劇場）[46]
- 舞台「高校！奇面組3」〜千鈞一髮!修學旅行篇〜（2020年11月18日－23日，草月Hall）：飾演 河川唯[47][48]

### 電影
- 嘘つきな君へ（2024年5月19日）[49][50]

## 外部連結
- 和田瑪雅官方粉絲俱樂部（日語）
- 和田瑪雅的Instagram帳戶（2021年4月23日－）（日語）

乃木坂46時期
- 乃木坂46個人介紹頁（日語）
- 和田瑪雅 官方部落格 - 乃木坂46官方網站（2011年11月14日－2023年1月10日）（日語）
- 和田 瑪雅（乃木坂46）的SHOWROOM專頁（页面存档备份，存于）（日語）